# Districtul Dong Charoen
Dong Charoen (în thailandeză ดงเจริญ) este un district (Amphoe) din provincia Phichit, Thailanda, cu o populație de 18.214 locuitori și o suprafață de 220,3 km².

## Componență
Districtul este subdivizat în 5 subdistricte (tambon), care sunt subdivizate în 54 de sate (muban).
| Nr. | Nume            | În thailandeză | Sate | Locuitori |  |
| --- | --------------- | -------------- | ---- | --------- |  |
| 1.  | Wang Ngio Tai   | วังงิ้วใต้         | 9    | 3,511     |  |
| 2.  | Wang Ngio       | วังงิ้ว           | 11   | 3,797     |  |
| 3.  | Huai Ruam       | ห้วยร่วม         | 12   | 3,325     |  |
| 4.  | Huai Phuk       | ห้วยพุก          | 11   | 3,993     |  |
| 5.  | Samnak Khun Nen | สำนักขุนเณร      | 11   | 5,789     |  |